# Karl Cederqvist

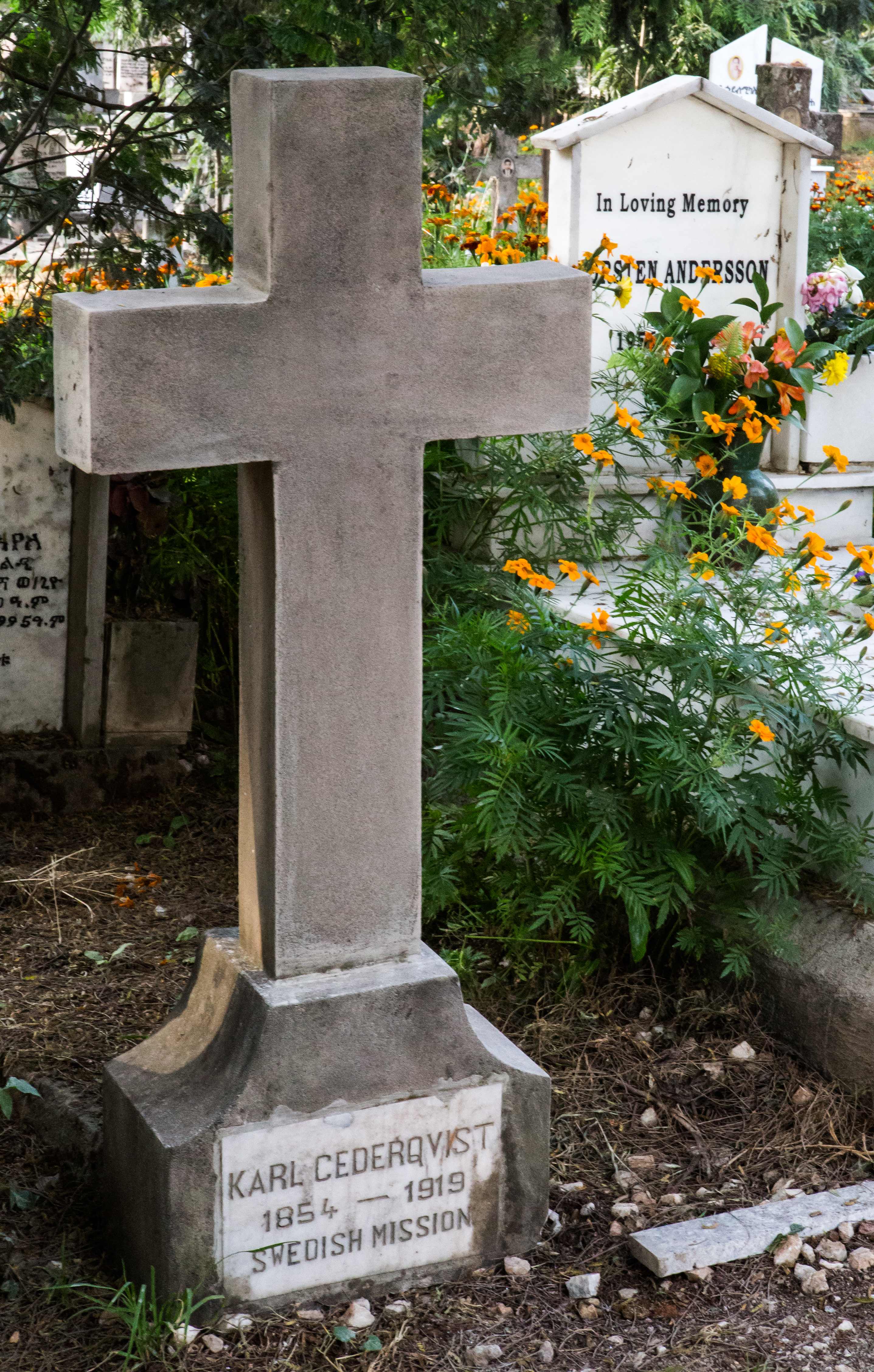
Karl Cederqvists grav i Addis Abeba

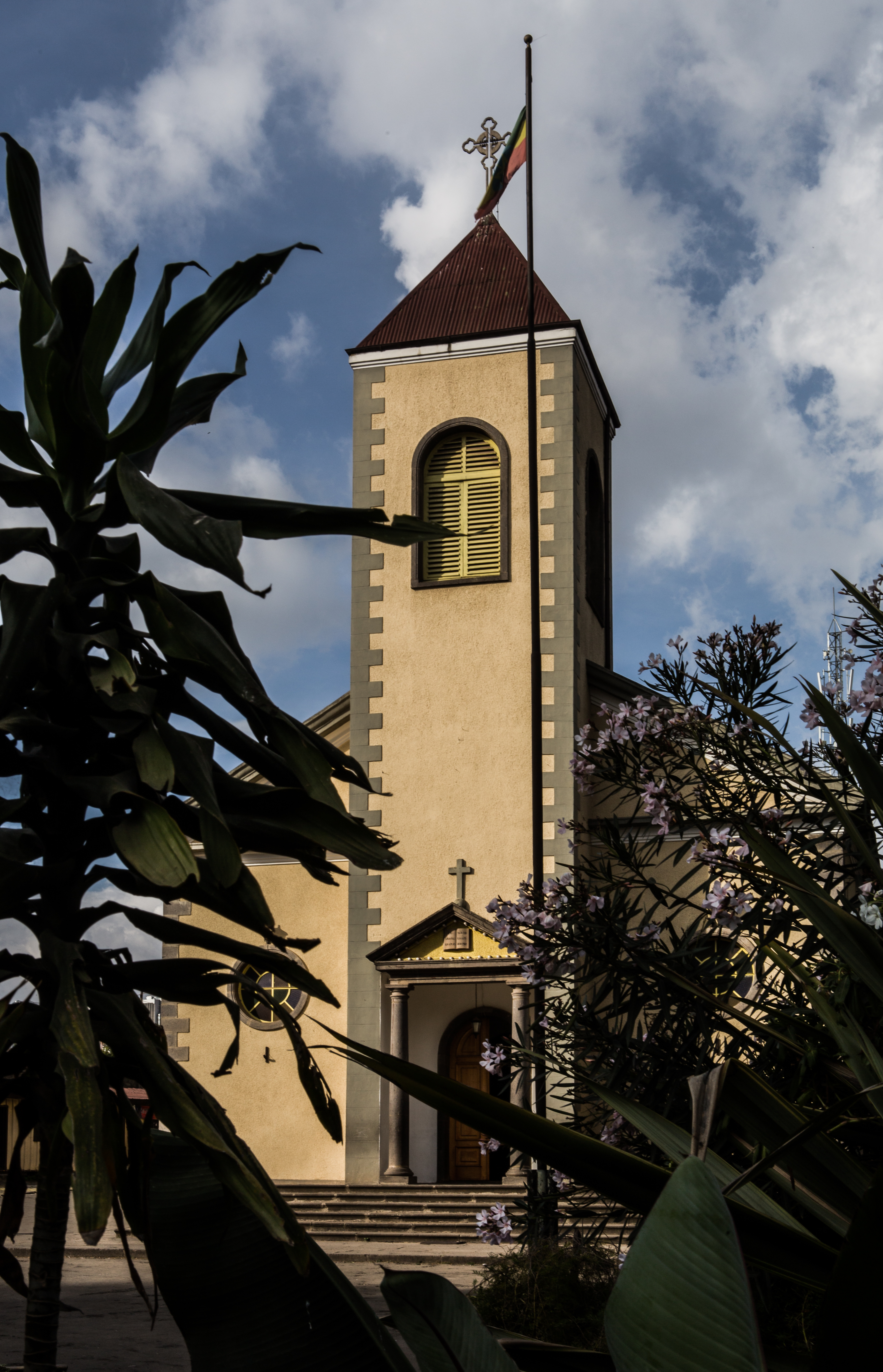
"Moderkyrkan" inom Mekane Yesus-kyrkan står på mark anskaffad av Cederqvist

Karl Cederqvist, född 25 oktober 1854 i Fellingsbro, död 11 november 1919, var en svensk missionär utsänd av EFS.
Karl Cederqvist var det tredje barnet till torparen Jan Jansson och hans hustru Brita Christina Andersdotter i Djupdalen i Spannarboda i Fellingsbro socken.
Cederqvist försörjde sig som dräng och snickarlärling bland annat på Finnåkers bruk. Han begav sig till Örebro där han fått arbete på en snickerifabrik och kom där i kontakt med pastor Per August Ahlberg. Ahlberg uppmuntrade Cederqvist att börja teologistudier på EFS missionsinstitut, Johannelund. På Johannelund kom Cederqvist i kontakt med Onesimus Nesib, en friköpt slav från Oromofolket, och detta blev hans första kontakt med nuvarande Etiopien. År 1885 prästvigdes han "för tjänstgöring å utrikes ort". Tillsammans med Onesimus ledde han 1893 en missionsexpedition på väg till Oromofolket. Expeditionen misslyckades.
År 1902 återvänder Cederqvist till Sverige men kontaktas av Onesimus för en ny expedition. År 1904 kommer han, svårt sjuk, till Addis Ababa och får veta att Onesimus och expeditionen redan lämnat staden. Han kom en dag för sent. 
Cederqvist beslutar sig för att stanna i Addis Ababa och börjar en gärning som missionär, läkare och lärare. Framförallt bedriver han sjukvård bland de mest fattiga. Han startar en också skola för barn. Skolan var unik i det att både pojkar och flickor mottogs som elever. År 1908 har han ensam över 6000 registrerade patienter. Många bärs på enkla bårar och lämnas på gatan vid hans mottagning. Hela hans gärning bärs av ett stort socialt engagemang. I sina brev och rapporter betonar han att all social orättvisa är emot evangliet och emot hans syn på rättvisa, ärlighet och mänsklig värdighet. Därför ger han fattiga fri medicinsk vård och han vägrar att låta den välbärgade gå före i kön. Cederqvist kritiserar öppet lokala kyrkliga ledare som accepterar rådande orättvisor. I ett brev daterat i juni 1909 beskriver han hur slaveriet slår hårt mot kvinnor. Sexuella övergrepp mot unga flickor, familjer som slås sönder då unga mödrar säljs till nya slavägare. Han uppmanar missionsstyrelsen i Stockholm att ta ett aktivt ansvar och att sända fler missionärer. Men har får inget stöd utan arbetar vidare ensam.
År 1912 lyckas han köpa mark för en mer stadigvarande verksamhet, den mark som idag är centrum för den s.k. Moderkyrkan inom Mekane Yesus-kyrkan. Här bygger Cederqvist upp en strukturerad verksamhet med sjukvård, undervisning och gudstjänstliv. En svår pest bryter ut i Addis Ababa år 1918 och skördar tusentals offer. Cederqvist ägnar nu all kraft åt att gå från hus till hus för att bistå sjuka. Sakta bryts han ner av ålder och sjukdom. I sin dagbok från februari år 1919 noterar han att han är för trött och sliten för att orka arbeta. Han avlider den 18 november samma år.
Karl Cederqvist ses om en av de tidiga rötterna till det som idag är en av världens största lutherska kyrkor, Mekane Yesus-kyrkan. I hans hemstift, Västerås stift, delas sedan år 2011 ut ett Karl Cederqvist-pris ut "till en ung människa eller en grupp med stort internationellt engagemang". Karl Cederqvists födelsetorp finns ännu bevarat i Spannarboda.